# Difenbahija
Difenbahija (lat. Dieffenbachia), rod otrovnih trajnica iz porodice Araceae. Predstavljaju ga 57 priznatih vrsta koje su raširene u tropskim krjevima Amerike, od Kariba i Meksika, na jug do Argentine. Rod je dobio ime po J. Dieffenbachu (1796 – 1863. godine), vrtlaru koji je radio u Bečkom botaničkom vrtu.
Neke vrste često se uzgajaju kao sobno cvijeće, ali kako je izuzetno otrovna, prilikom rada oko nje potrebno je nositi rukavice. Difenbahija sadrži velike količine kalcijum oksalata i može izazvati crvenilo, svrab, oticanje tkiva, oticanje jezika, smetnje u govoru, a u slučaju da se pojede komadić lista, izaziva smrt, a takvi slučajevi su zabilježeni.
Karakteristično im je što im je lišće duguljasto i ovalno, a boja im je zelena s bijelim šarama.

## Vrste
1. Dieffenbachia aglaonematifolia Engl.
2. Dieffenbachia antioquensis Linden ex Rafarin
3. Dieffenbachia aurantiaca Engl.
4. Dieffenbachia beachiana Croat & Grayum
5. Dieffenbachia bowmanni H.J.Veitch
6. Dieffenbachia brittonii Engl.
7. Dieffenbachia burgeri Croat & Grayum
8. Dieffenbachia cannifolia Engl.
9. Dieffenbachia concinna Croat & Grayum
10. Dieffenbachia copensis Croat
11. Dieffenbachia cordata Engl.
12. Dieffenbachia costata Klotzsch ex Schott
13. Dieffenbachia crebripistillata Croat
14. Dieffenbachia daguensis Engl.
15. Dieffenbachia davidsei Croat & Grayum
16. Dieffenbachia duidae (Steyerm.) G.S.Bunting
17. Dieffenbachia elegans A.M.E.Jonker & Jonker
18. Dieffenbachia enderi Engl.
19. Dieffenbachia fortunensis Croat
20. Dieffenbachia fosteri Croat
21. Dieffenbachia fournieri N.E.Br.
22. Dieffenbachia galdamesiae Croat
23. Dieffenbachia gracilis Huber
24. Dieffenbachia grayumiana Croat
25. Dieffenbachia hammelii Croat & Grayum
26. Dieffenbachia herthae Diels
27. Dieffenbachia horichii Croat & Grayum
28. Dieffenbachia humilis Poepp.
29. Dieffenbachia imperialis Linden & André
30. Dieffenbachia isthmia Croat
31. Dieffenbachia killipii Croat
32. Dieffenbachia lancifolia Linden & André
33. Dieffenbachia leopoldii W.Bull
34. Dieffenbachia longispatha Engl. & K.Krause
35. Dieffenbachia lutheri Croat
36. Dieffenbachia macrophylla Poepp.
37. Dieffenbachia meleagris L.Linden & Rodigas
38. Dieffenbachia nitidipetiolata Croat & Grayum
39. Dieffenbachia obliqua Poepp.
40. Dieffenbachia obscurinervia Croat
41. Dieffenbachia oerstedii Schott
42. Dieffenbachia olbia L.Linden & Rodigas
43. Dieffenbachia paludicola N.E.Br. ex Gleason
44. Dieffenbachia panamensis Croat
45. Dieffenbachia parlatorei Linden & André
46. Dieffenbachia parvifolia Engl.
47. Dieffenbachia pittieri Engl. & K.Krause
48. Dieffenbachia rodriguezii Croat & O.Ortiz
49. Dieffenbachia seguine (Jacq.) Schott
50. Dieffenbachia shuttleworthii W.Bull ex T.Moore & Mast.
51. Dieffenbachia standleyi Croat
52. Dieffenbachia tonduzii Croat & Grayum
53. Dieffenbachia weberbaueri Engl.
54. Dieffenbachia weirii J.J.Veitch
55. Dieffenbachia wendlandii Schott
56. Dieffenbachia williamsii Croat
57. Dieffenbachia wurdackii Croat

## Vanjske poveznice
|  | Zajednički poslužitelj ima još gradiva o temi Dieffenbachia |
|  | Wikivrste imaju podatke o taksonu Dieffenbachia             |